# Vojenská akademie Spojených států amerických

Znak USMA

Vojenská akademie Spojených států amerických (anglicky United States Military Academy, USMA, nebo jen West Point) je vojenská akademie ve West Pointu, části města Highlands v americkém státě New York. Jde o součást tréninkového, výcvikového a výukového centra Americké armády (US Army Training and Doctrine Command). Zde se vzdělává většina nových důstojníků Armády Spojených států amerických.
Akademie sídlí v bývalé armádní pevnosti na západním břehu řeky Hudson a leží asi 80 km severně od New Yorku.
Akademie, založená v roce 1802, patří mezi nejprestižnější univerzity v USA. Absolventi získávají titul bakaláře a v armádě ihned získají hodnost nadporučíka. Po škole mají povinnost sloužit nejméně pět let aktivně a poté alespoň tři roky v záloze.
Motto školy zní „Povinnost, čest, vlast“ („Duty, Honor, Country“).

## Absolventi
- Edgar Allan Poe, americký spisovatel
- James Adamson, americký voják a astronaut
- Buzz Aldrin, americký vojenský pilot a astronaut, 2. člověk na Měsíci
- Frank Borman, americký kosmonaut z projektů Gemini a Apollo
- Omar Bradley, americký generál
- Wesley Clark, americký generál armády Spojených států
- Michael Collins, americký pilot a astronaut z projektů Gemini a Apollo
- George Armstrong Custer, generál armády Unie během americké občanské války
- Jefferson Davis, prezident Konfederovaných států amerických
- Dwight D. Eisenhower, americký generál a 34. prezident USA
- Ulysses S. Grant, americký generál a 18. prezident USA
- Alexander Haig, armádní generál Armády Spojených států
- Thomas Jonathan Jackson, americký učitel a generál armády Konfederace během americké občanské války
- Joseph E. Johnston, generál armády Konfederace během americké občanské války
- Robert Edward Lee, generál armády Konfederace během americké občanské války
- Douglas MacArthur, generál armády Spojených států amerických za druhé světové války v Pacifiku
- George S. Patton, generál armády Spojených států amerických během 2. světové války, kdy jeho jednotka osvobodila západní Čechy Československé republiky
- Donald Peterson, bývalý americký důstojník a kosmonaut z programu MOL a letu s raketoplánem
- David Petraeus, americký generál, bývalý velitel Mezinárodních bezpečnostních podpůrných sil v Afghánistánu
- David Scott, americký vojenský letec a astronaut
- William Tecumseh Sherman, generál armády Unie během americké občanské války
- Norman Schwarzkopf, americký generál
- Anastasio Somoza Debayle, prezidentem Nikaraguy v letech 1967 až 1972 a 1974 až 1979
- William Westmoreland, americký generál
- Douglas Wheelock, americký armádní důstojník a kosmonaut
- James McNeill Whistler, britský malíř a grafik narozený v USA a působící i ve Francii
- Edward Higgins White, první americký astronaut, který uskutečnil výstup do otevřeného vesmíru
- Alfred Worden, americký vojenský letec a kosmonaut z projektu Apollo